# Рашель (певица)
Рашель (фр. Rachel), настоящее имя Рашель Роз (фр. Rachel Ros; 11 августа 1942, Кавайон, Франция) — французская певица, представительница Франции на конкурсе песни Евровидение 1964 года.

## Биография и карьера
Рашель родилась в Кавайоне, департамент Воклюз. В 1961 году певица выиграла конкурс песни, организованный Мирей, которая пригласила её в свою консерваторию.
Устроившись в звукозаписывающею компанию Barclay, Рашель выпустила свой первый сингл Les Amants Blessés в 1963 году.

### Евровидение
Рашель была выбрана французским телевещателем RTF, чтобы представить Францию на конкурсе песни Евровидение 1964 года. На конкурсе она выступила седьмой (после представителя Австрии и перед Великобританией) с песней Le Chant de Mallory. В конце голосования, Рашель набрала 14 баллов и заняла 4 место (среди 13/16). После этого, Le Chant de Mallory стал хитом Рашель.

### Кубок Европы
В 1967 году Рашель представляла Францию на Кубке Европы в Кнокке-Хейсте.

## Личная жизнь
Рашель была замужем. Она родила двоих сыновей, родившиеся в 1969 и 1970 годах соответственно.

## Дискография[3]

### 45 rpm
- Les Amants Blessés (1963)
- Le Chant de Mallory (1964)
- Le Doux Paysage (1964)
- Un Pays (1965)
- L'oiseau d'Italie (1966)
- La Fiesta (1967)
- Qu'ils sont heureux (1967)
- L'Amour est bleu (1968)